# Amphoe Khon San
Amphoe Khon San (Thai: อำเภอ คอนสาร) ist ein Landkreis (Amphoe – Verwaltungs-Distrikt) im Norden der Provinz Chaiyaphum. Die Provinz Chaiyaphum liegt in der Nordostregion von Thailand, dem so genannten Isan.

## Geographie
Benachbarte Distrikte (von Norden im Uhrzeigersinn): die Amphoe Phu Pha Man und Chum Phae in der Provinz Khon Kaen, die Amphoe Phu Khiao, Kaset Sombun und Nong Bua Daeng in der Provinz Chaiyaphum sowie die Amphoe Mueang Phetchabun, Lom Sak und Nam Nao in der Provinz Phetchabun.
Im Süden des Landkreises liegt das Wildschutzgebiet Phu Khiao („Phu Khiao Wildlife Sanctuary“).
Durch die Talsperre Chulabhorn wird der Maenam Nam Phrom (Nam-Phrom-Fluss) zu einem etwa zwölf Quadratkilometer großen künstlichen See aufgestaut. Der 700 Meter lange und 70 Meter hohe Staudamm wurde 1972 fertiggestellt, er dient sowohl der Stromerzeugung als auch der Bewässerung.

## Geschichte
Zu Beginn der Rattanakosin Periode gegen Ende des 18. Jahrhunderts führte ein gewisser Phumi einige Siedler aus der Stadt (Müang) Nakhon Thai, damals Teil von Phitsanulok, in diese Gegend, um hier eine neue Siedlung zu gründen. Mr. Phumi sandte Tributzahlungen an den König Phra Phutthayotfa Chulalok (Rama I.), der ihn daraufhin zunächst zu „Muen Aram Kamhaeng“ beförderte. Später wurde er als „Luang Phichit Songkhram“ der erste Gouverneur von Khon San.
Da der Weg von Bangkok nach Khon San sehr weit war, mussten die Beamten offizielle Dokumente mit den Königlichen Anweisungen (Thai: San, สาร) in einer Art Sänfte auf ihren Schultern transportieren. Diese Art des Tragens heißt in Thai Khon (คอน).
Während der Regierungszeit von König Chulalongkorn (Rama V.) wurde Khon San zu einem Tambon des Amphoe Phu Khiao herabgestuft. Am 16. August 1958 wurde es wiederum von Phu Khiao abgetrennt, um als ein „Zweigkreis“ (King Amphoe) eingerichtet zu werden. Er bestand seinerzeit aus den drei Tambon Khon San, Nun Khun und Thung Phra.
Am 10. Dezember 1959 bekam Khon San offiziell den vollen Amphoe-Status.

## Verwaltung

### Provinzverwaltung
Der Landkreis Khon San ist in acht Tambon („Unterbezirke“ oder „Gemeinden“) eingeteilt, die sich weiter in 85 Muban („Dörfer“) unterteilen.
| Nr. | Name         | Thai    | Muban | Einw.  |
| --- | ------------ | ------- | ----- | ------ |
| 1.  | Khon San     | คอนสาร  | 09    | 08.438 |
| 2.  | Thung Phra   | ทุ่งพระ   | 10    | 05.631 |
| 3.  | Non Khun     | โนนคูณ   | 11    | 07.898 |
| 4.  | Huai Yang    | ห้วยยาง  | 19    | 15.345 |
| 5.  | Thung Luilai | ทุ่งลุยลาย | 07    | 06.170 |
| 6.  | Dong Bang    | ดงบัง    | 09    | 05.481 |
| 7.  | Thung Na Lao | ทุ่งนาเลา | 11    | 06.620 |
| 8.  | Dong Klang   | ดงกลาง  | 09    | 06.359 |

### Lokalverwaltung
Es gibt drei Kommunen mit „Kleinstadt“-Status (Thesaban Tambon) im Landkreis:
- Huai Yang (Thai: เทศบาลตำบลห้วยยาง) besteht aus dem ganzen Tambon Huai Yang.
- Thung Luilai (Thai: เทศบาลตำบลทุ่งลุยลาย) besteht aus dem ganzen Tambon Thung Luilai.
- Khon San (Thai: เทศบาลตำบลคอนสาร) besteht aus Teilen der Tambon Khon San und Dong Bang.

Außerdem gibt es sechs „Tambon-Verwaltungsorganisationen“ (องค์การบริหารส่วนตำบล – Tambon Administrative Organizations, TAO):
- Khon San (Thai: องค์การบริหารส่วนตำบลคอนสาร)
- Thung Phra (Thai: องค์การบริหารส่วนตำบลทุ่งพระ)
- Non Khun (Thai: องค์การบริหารส่วนตำบลโนนคูณ)
- Dong Bang (Thai: องค์การบริหารส่วนตำบลดงบัง)
- Thung Na Lao (Thai: องค์การบริหารส่วนตำบลทุ่งนาเลา)
- Dong Klang (Thai: องค์การบริหารส่วนตำบลดงกลาง)